# I Korpus Polski (PSZ)
I Korpus (I KP, ang. I Polish Corps) – wyższy związek taktyczny Polskich Sił Zbrojnych w latach 1940–1947.

## Historia

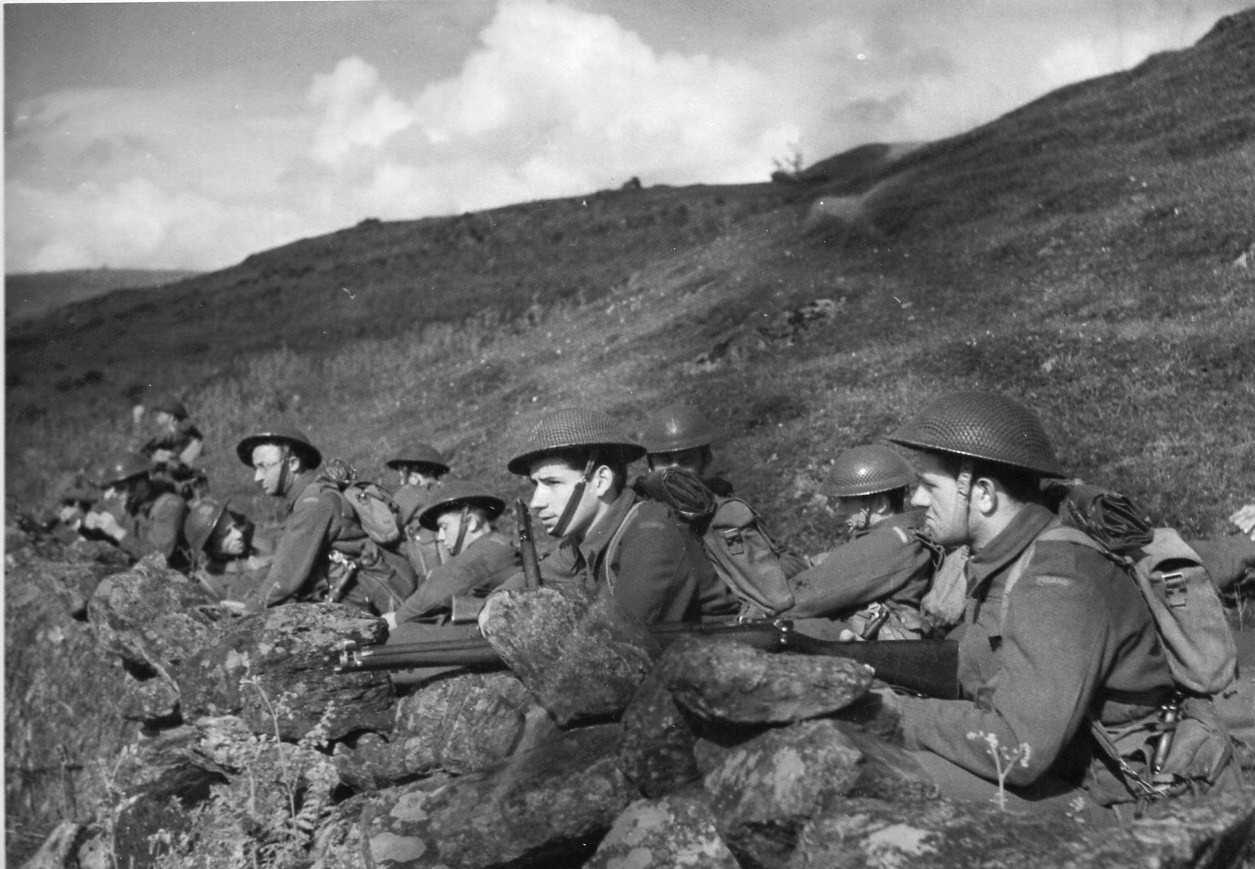
Żołnierze I Korpusu w Szkocji

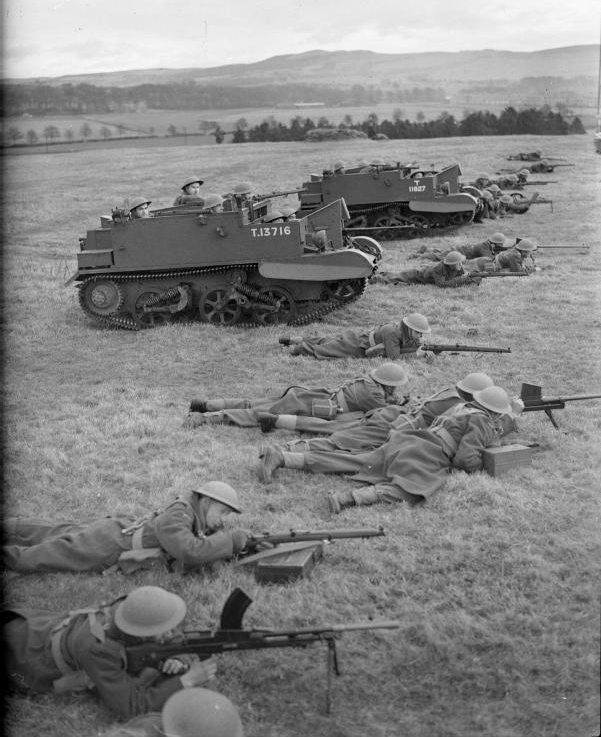
Żołnierze 1 korpusu na ćwiczeniach w Perth w Szkocji.

28 września 1940 roku Naczelny Wódz, gen. broni Władysław Sikorski wydał rozkaz o sformowaniu I Korpusu. Po uzupełnieniu stanu osobowego rekrutami przybyłymi z ZSRR, wspólnie z War Office ustalono nową organizację korpusu (od 1942 I Korpusu Pancerno-Motorowego), w skład którego weszły: 1 Dywizja Pancerna, 1 Samodzielna Brygada Strzelców oraz związki wojsk pomocniczych i służb korpuśnych. Poza I KP pozostała 1 SBS. 5 lutego 1945 Szef Sztabu Naczelnego Wodza gen. dyw. Stanisław Kopański rozkazem L.dz.150/Tjn./Org/45 ustalił skład I Korpusu oraz kolejność ich formowania. Dywizja Grenadierów Pancernych (Kadrowa) została przemianowana na 4 Dywizję Piechoty, w 16 Brygada Pancerna została wydzielona ze składu dywizji grenadierów pancernych i przemianowana na 16 Samodzielną Brygadę Pancerną. Rozpoczęto formowanie jednostek Kwatery Głównej i broni służb I Korpusu Polskiego.
W walkach na froncie zachodnim udział wzięły 1 DPanc i 1 SBS. Po przekazaniu tych jednostek pod dowództwo brytyjskie w ramach PKP rozpoczęto tworzenie nowych jednostek, głównie z Polaków wcielonych przymusowo do Wehrmachtu (zwłaszcza Ślązaków oraz mieszkańców ziem przyłączonych do Rzeszy), którzy dostali się do niewoli alianckiej.
Utworzono dwie nowe wielkie jednostki: 4 Dywizję Piechoty i 16 Samodzielną Brygadę Pancerną, a także wojska i służby pomocnicze, które nie wzięły już udziału w walkach frontowych.
Po zakończeniu wojny część żołnierzy PKP wróciła do kraju, większość znalazła się w Polskim Korpusie Przysposobienia i Rozmieszczenia i pozostała na emigracji.

## Struktura
8 października 1940 r. ustalona została struktura organizacyjna I KP.
- Sztab I Korpusu
- 1 Brygada Strzelców
- 2 Brygada Strzelców
- 3 Brygada Kadrowa Strzelców
- 4 Brygada Kadrowa Strzelców
- 5 Brygada Kadrowa Strzelców
- 7 Brygada Kadrowa Strzelców
- 1 Pułk Czołgów
- 1 Batalion Saperów
- 1 Dywizjon Rozpoznawczy
- 1 Dywizjon Artylerii Ciężkiej
- 1 Kompania Łączności
- 1 Kolumna Samochodowa
- 1 Kolumna Sanitarna
- 1 Park Intendentury
- 1 Park Uzbrojenia
- 1 Park Samochodowy
- Stały Szpital Wojenny Nr 1
- Stały Szpital Wojenny Nr 2

Korpus liczył 3498 oficerów i 10 884 żołnierzy. W związku ze spodziewaną inwazją niemiecką otrzymał za zadanie obronę 200-kilometrowego odcinka wybrzeża od Firth of Forth do Montrose w Szkocji.
3 listopada 1940 r. 2 Brygadę Strzelców przemianowana została na 10 Brygadę Kawalerii Pancernej, która dała początek utworzonej w 1942 1 Dywizji Pancernej (1 DPanc). W lutym 1941 r. przystąpiono do organizacji 8 Brygady Kadrowej Strzelców. Rozkazem z dnia 9 X 1941 4 Brygadę Strzelców przemianowano na 1 Samodzielną Brygadę Spadochronową (1 SBS), która wg założeń polskich miała zostać użyta do wsparcia powszechnego powstania zbrojnego w Polsce. 6 grudnia 1941 r. z brygad kadrowych strzelców 3, 5, 7 została utworzona Brygada Szkolna. Do wiosny 1942 r. ukształtowała się następująca organizacja I KP.
- Sztab I Korpusu
- 1 Brygada Strzelców

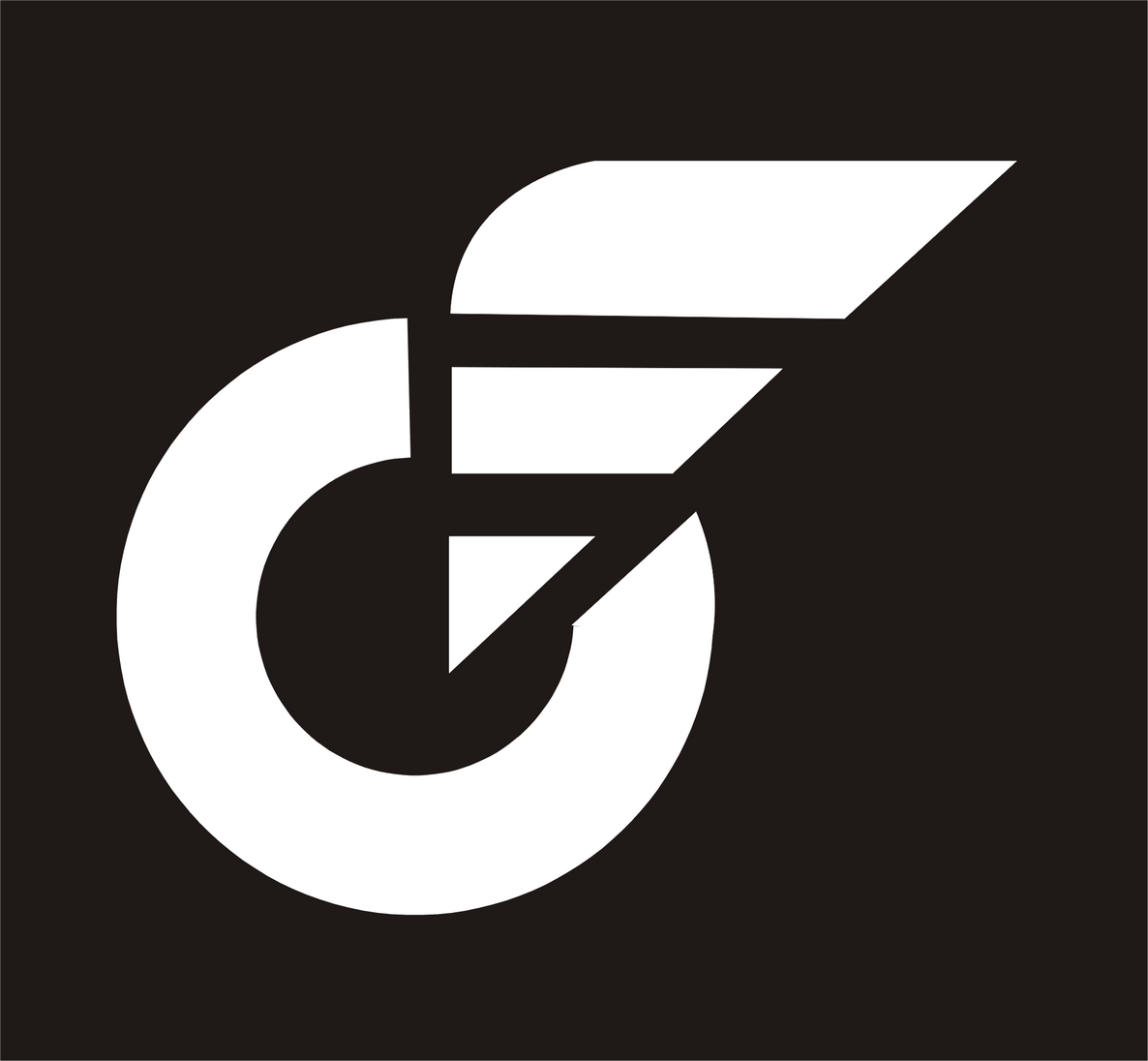
Tablica rozpoznawcza pojazdów WP

- 1 Samodzielna Brygada Spadochronowa
- 10 Brygada Kawalerii Pancernej
- 16 Brygada Czołgów
- Brygada Szkolna
- 1 pułk artylerii ciężkiej
- 1 Batalion Ciężkich Karabinów Maszynowych
- 1 Dywizjon Rozpoznawczy
- Dywizjon Artylerii Przeciwlotniczej
- Batalion Saperów
  - 11 Kompania Saperów
  - 11 Kompania Parkowa Saperów
  - 11 Pluton Rozbrajania Bomb
- 11 Kompania Łączności
- 2 Szwadron Żandarmerii
- 11 Kompania Zaopatrzenia
- 11 Kompania Warsztatowa
- 11 Pluton Parkowy
- Szpital Wojenny Nr 2
- 1 Kolumna Samochodów Sanitarnych
- 11 Kompania Sanitarna
- Pluton Higieny Polowej
- Pralnia Polowa
- Poczta Polowa
- Oddział Zbiórki Materiałowej
- Łaźnia Polowa
- Kasa Polowa
- 11 Sąd Polowy z Aresztem

Taka organizacja przetrwała do wiosny 1943 roku. 
Na podstawie rozkazu L.dz. 370/Tjn. Org./43 Naczelnego Wodza z 20 marca 1943 roku zmieniono nazwę:
- I Korpusu Pancerno-Motorowego na „I Korpus”,
- 1 Samodzielnej Brygady Strzelców na „1 Dywizja Grenadierów”,
- Szpitala Wojennego Nr 2 na „Polowy Szpital Ewakuacyjny Nr 1”[2].

Jesienią 1943 roku 1 Dywizja Grenadierów (kadrowa) została przemianowana na 2 Dywizję Grenadierów Pancernych.
Organizacja 1 Korpusu Polskiego we wrześniu 1943 roku.
- Kwatera Główna I Korpusu
- 1 Samodzielna Brygada Spadochronowa
- 1 Dywizja Pancerna
- 2 Dywizja Grenadierów Pancernych
- 16 Brygada Czołgów

- 1 pułk artylerii ciężkiej
- 1 batalion ciężkich karabinów maszynowych
- 1 Dywizjon Rozpoznawczy
- dywizjon artylerii przeciwlotniczej
- batalion saperów
  - 11 Kompania Saperów
  - 11 Kompania Parkowa Saperów
  - 11 Pluton Rozbrajania Bomb
- 11 Kompania Łączności
- 2 Szwadron Żandarmerii
- 11 Kompania Zaopatrzenia
- 11 Kompania Warsztatowa
- 11 Pluton Parkowy
- Szpital Wojenny Nr 2
- 1 Kolumna Samochodów Sanitarnych
- 11 Kompania Sanitarna
- Pluton Higieny Polowej
- Pralnia Polowa
- Poczta Polowa
- Oddział Zbiórki Materiałowej
- Łaźnia Polowa
- Kasa Polowa
- 11 Sąd Polowy z Aresztem

Organizacja I Korpusu Polskiego od dnia 5 II 1945  na podstawie rozkazu Szefa Sztabu Naczelnego Wodza L.dz.150/Tjn./Org./45. 
Kwatera Główna I Korpusu (kompania samochodowa korpusu, 6 szwadron żandarmerii, 25 kompania zaopatrywania) 
- jednostki broni i służb I Korpusu
  - 12 batalion łączności,
  - 1 pułk szwoleżerów (kadrowy)
  - 11 pułk artylerii przeciwpancernej (kadrowy)
  - 11 pułk artylerii przeciwlotniczej lekkiej (kadrowy)
  - 2 pułk pomiarów artylerii (kadrowy)
  - 11 batalion saperów (kadrowy)
  - 11 kompania warsztatowa (kadrowa)
- 1 Dywizja Pancerna
- jednostki szczebla korpuśnego dla 1 DPanc
  - 24 kompania zaopatrywania
  - podpark materiałowy 1 DPanc
- 4 Dywizja Piechoty
- 16 Samodzielna Brygada Pancerna

### Obsada personalna Dowództwa i Sztabu I KP
Dowództwo
dowódcy korpusu

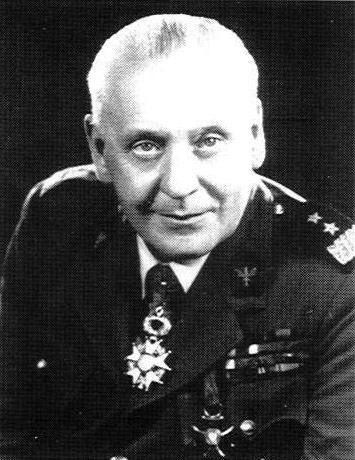
gen. Stanisław Maczek

- gen. dyw. Marian Kukiel (27 VII 1940 - 6 X 1942)
- gen. bryg. Mieczysław Boruta-Spiechowicz (6 X 1942[4] - 10 III 1943[5])
- gen. dyw. Józef Zając (10 III - 12 VIII 1943[6])
- gen. bryg. Mieczysław Boruta-Spiechowicz (13 VIII 1943 - 10 III 1945[7])
- p.o. gen. bryg. Rudolf Niemira (10 III - 20 V 1945[7])
- gen. dyw. Stanisław Maczek (20 V 1945 - 1947)

zastępca dowódcy 
- gen. bryg. Gustaw Paszkiewicz (do 10 III 1945[7])
- gen. bryg. Kazimierz Dworak (1945-1947)
- dowódcy artylerii
  - gen. bryg. Rudolf Niemira (1940–1945)
  - gen. bryg. Stanisław Tatar (VIII 1945 - IV 1947)
- zastępca dowódcy artylerii - płk art. Jan Olimpiusz Kamiński (7 XI 1945 - 18 X 1946)
- dowódcy saperów
  - płk inż. Konstanty Skąpski (X 1941 - VI 1942)
  - ppłk Ludwik Aleksander Turulski (1943-1947[8]
- szef duszpasterstwa - ks. dziekan Stanisław Sinkowski (II - † 26 X 1942)

Sztab
- szefowie sztabu
  - płk dypl. Jerzy Krubski (do IX 1943)
  - płk dypl. Erwin Więckowski (1943-1945)
  - płk dypl. Jerzy Orski (IV 1945 - IX 1946)

- szefowie Oddziału III Operacyjnego
  - ppłk dypl. Stanisław Kuniczak (V 1944 - II 1945)
  - ppłk dypl. Felicjan Majorkiewicz (1945-1947)
- szef Oddziału IV - ppłk dypl. Władysław Huza (od IV 1941)
- szef Oddziału Współpracy z Lotnictwem – p.o. kpt. geogr. rez. Antoni Walczuk (VII 1944 – X 1945)[9]
- Referat Propagandy i Oświaty - mjr Otton Laskowski
- szef żandarmerii i regulacji ruchu – mjr żand. Rudolf Klemens (19 X 1945 – 6 IX 1946)

### Patki i proporczyki rodzajów wojsk i służb (na kołnierze) noszone od 1941
|  |  |  |  |  |
|  |  |  |  |  |

|  |  |  |